# Cadillac XTS
De Cadillac XTS is een nieuwe grote en luxe sedan van Cadillac (General Motors). De auto maakt gebruik van het GM Epsilon II platform. De XTS is de opvolger van de DTS en STS. De auto kwam uit in mei 2012 en wordt gemaakt in de Oshawa Assembly Plant (Oshawa Assmeblage Fabriek), de auto was te koop vanaf juni 2012 in Amerika met voor en vierwielaandrijving. In Nederland vanaf midden 2013. 

## Cadillac XTS Platinum
General Motors stelde op de 2010 North American International Auto Show de Cadillac XTS tentoon. Deze auto is vierwielaangedreven en heeft een 3,6 L plug-in hybrid en produceert 350 pk (260 kW).